# Die dünnen Mädchen
Die dünnen Mädchen ist ein Dokumentarfilm von Maria Teresa Camoglio der 2008 erschienen ist.

## Handlung
Acht Frauen im Alter von 18 und 29 Jahren beginnen in einer Klinik eine Therapie, welche sie von ihrer Essstörung, der Anorexia nervosa, heilen soll. Der Film beleuchtet die Therapiegespräche und die gemeinsamen Unternehmungen, durch die die seit vielen Jahren bestehenden Ursachen der Essstörungen gefunden und die Krankheit überwunden werden soll. Auch wird im Film dargestellt, weshalb es so schwer ist, diese Krankheit zu überwinden.

## Produktionsnotizen
Der Film wurde von der Chiaroscuro Filmproduktion (Berlin) produziert und hatte am 24. Juni 2008 auf dem Filmfest München seine Premiere. Er startete am 15. Januar 2009 in den deutschen Kinos und lief im deutschen Fernsehen erstmals am 17. Mai 2009 auf 3sat.

## Kritiken
„Der lebensbejahende, formal bestechende Film zeigt dank seiner klugen Dramaturgie den steinigen Weg der Süchtigen zum Kern ihres Leidens und macht deren unzugängliche Gefühle nacherlebbar.“

## Auszeichnungen
Die Deutsche Film- und Medienbewertung (FBW) bewertete den Film mit dem Prädikat „Besonders wertvoll“.